# Лісна (Красночетайський район)
Лісна́ (рос. Лесная, чув. Вăрманкасси) — присілок у Чувашії Російської Федерації, у складі Штанаського сільського поселення Красночетайського району.
Населення — 60 осіб (2010; 82 в 2002, 179 в 1979, 229 в 1939, 238 в 1927, 237 в 1910, 138 в 1860).
Національний склад (2002):
- чуваші — 99 %

## Історія
Вперше згадується 1809 року. До 1835 року селяни мали статус державних, до 1863 року — удільних, займались землеробством, тваринництвом, виробництвом борошна. У кінці 19 століття діяли 2 вітряки. 1930 року створено колгосп «Будьонний». До 1920 року присілок входив до складу Атаєвської волості Курмиського повіту (у період 1835–1863 років — у складі Атаєвського удільного приказу), до 1927 року — до складу Атаєвської волості Ядринського повіту. З переходом на райони 1927 року — спочатку у складі Красночетайського, у період 1962–1965 років — у складі Шумерлинського, після чого знову переданий до складу Красночетайського району.